# 臺灣瑟弄蝶
台灣瑟弄蝶（Seseria formosana）也稱大黑星弄蝶、台灣黑星弄蝶，是瑟弄蝶屬的一種弄蝶。其种加词“formosana”意为“台湾的”。

## 描述
雌雄外觀差異不大。雄蝶頭部覆褐色毛，觸角褐色且末端呈鉤狀突出。口器為黑褐色，下唇鬚前伸，前兩節白色帶毛，第三節小而平滑、褐色且棒狀。胸部背面褐色，腹面覆灰白色鱗片，腹部則覆褐色鱗片。足部黃褐色。前翅三角形，外緣稍突出；後翅扇形，近基部背面有褐色毛。翅膀底色為褐色，前翅中央有一列彎曲排列的透明斑紋，後翅中央則有一排弧形黑褐色斑點。翅背面與腹面的斑紋相似，但背面顏色較淺。前翅緣毛褐色，後翅緣毛為褐色中夾雜白色。
雌蝶與雄蝶外形相近，主要區別在於翅幅較寬，腹部腹面為灰白色，末端帶有黃白色的毛叢。

## 分布
本種為台灣特有種，分布於台灣中低海拔地區闊葉林，甚至都市林地，數量尚多。

## 生態習性
本種幼蟲以樟科、木蘭科植物為食，一年多世代，成蟲主要在春、夏、秋季活動，冬季以幼蟲態越冬。

## 資料來源
1. ↑  徐堉峰、千葉秀幸、築山洋、梁家源、黃智偉. . 行政院農業委員會林務局. 2019-01. ISBN 9789860586657.
2. 1 2  徐堉峰. . 台中市: 晨星出版社. 2013. ISBN 978-986-177-669-9.

## 外部連結
- 维基共享资源上的相關多媒體資源：台灣瑟弄蝶